# Yasaburo Sugawara
Yasaburo Sugawara (Akita, Japón, 26 de noviembre de 1952) es un deportista japonés retirado especialista en lucha libre olímpica donde llegó a ser medallista de bronce olímpico en Montreal 1976.

## Carrera deportiva
En los Juegos Olímpicos de 1976 celebrados en Montreal ganó la medalla de bronce en lucha libre olímpica de pesos de hasta 68 kg, tras el luchador soviético Pavel Pinigin (oro) y el estadounidense Lloyd Keaser (plata).